# Petronius
Petronius, zvaný též Gaius Petronius Arbiter nebo Titus Petronius, (asi 27–66 n. l.) byl římský patricij, o jehož působení na dvoře císaře Nerona a stoické smrti se zmiňuje římský historik Tacitus. Často bývá označován za autora Satirikonu.

## Život
Tacitus ve svých Análech (XVI, 18 a násl.) uvádí, že Petronius byl prokonzulem v Bithýnii. Prokonzul Titus Petronius byl osobním přítelem císaře Nerona, který jej učinil „rozhodčím ve věcech vkusu“ (arbiter elegantiarum). Po neúspěšném Pisonově pokusu o státní převrat ho pretoriánský prefekt Tigellinus, který byl jeho konkurentem v boji o císařovu přízeň, obvinil z účasti na spiknutí. Petronius byl tak v roce 66 n. l. přinucen spáchat sebevraždu. Ještě před svou smrtí podle Tacita napsal Neronovi dopis na rozloučenou, ve kterém podrobně vypsal císařovy zločiny a vypsal spolupachatele. Tacitus zdůrazňuje stoický charakter Petroniovy sebevraždy, když uvádí, že po stvrzení inkriminovaného dopisu nezapomněl zlomit svůj pečetní prsten, aby zabránil jeho zneužití.
Petronius je hlavním hrdinou románu Není římského lidu od Jarmily Loukotkové a jednou ze stěžejních postav v románu Quo vadis od Henryka Sienkiewicze. Dochovanými zlomky Satyrikonu se inspiroval italský neorealistický režisér Federico Fellini k natočení stejnojmenného filmu. Ve filmu vystupuje rovněž postava autora Petronia, která nese rysy ideálního stoického filozofa, jak je nacházíme například v Senekových textech.

### Dílo
Pod Petroniovým jménem je obecně znám román Satirikon či Satyrikon. Tacitus se však nezmiňuje o žádné spisovatelské činnosti Tita Petronia. Do dnešní doby se dochovaly pouze zlomky původně mnohem delšího textu. Autor zde vypráví o putování tří mladíků po Itálii. Tito mladíci zažívají mnohá dobrodružství a jejich zážitky jsou obrazem tehdejších společenských poměrů. Vše je psáno zábavnou a ironickou formou. Nejdelší zachovalou částí je Hostina u Trimalchiona. Hlavním hrdinou této epizody je neotesaný zbohatlík otrockého původu. Průběh hostiny poskytuje barvitý obraz života tehdejší provinční smetánky.
Satyrikon vyniká neobyčejným stylistickým bohatstvím. V textu se vyskytuje lidová mluva i nejvybranější latina stříbrného věku římské literatury. Zlomky Satyrikonu se vyznačují velkým množstvím rukopisných variant. Na mnoha místech je text nevratně poškozen, jinde nabízí celou řadu protichůdných interpretací. Důvodem je mimo jiné i to, že při líčení zábavy propuštěnců na hostině u zbohatlíka Trimalchiona autor využívá jazyka nižších vrstev společnosti, který se jinak v literární latině objevuje jen zřídka. V textu se střídá próza a veršované pasáže, z nich nejrozsáhlejší jsou O dobytí Tróje a Občanská válka.

## České překlady
- Hostina u Trimalchiona – z latiny přeložili František Šebela a Adolf Veselý. Praha: Dělnická knihtiskárna, 1906
- Kniha epitafů – Brno: s. n., 1910
- Vypravování Eumolpovo – in: 1000 nejkrásnějších novel... č. 55; úvod František Sekanina; přeložil Ferdinand Stiebitz, Praha: J. R. Vilímek, 1913
- Satirikon: Milostné a veselé příhody Enkolpia a jeho přátel za doby Neronovy – Praha: František Hanek, 1920?
- Petroniovy Satiry: pokud se zachovaly v rukopise leidenském, bernském a trogirském obsahující z celého díla zlomky knih XV. a XVI. a vypravující příhody Enkolpiovy – přeložil Karel Hrdina. Praha: Ludvík Bradáč, 1923
- Satirikon: román z doby Neronovy – přeložil K. Hrdina; dřevoryty Cyrila Boudy. Praha: Vladimír Orel, 1931
- Hostina u Trimalchiona – přeložil K. Hrdina; předmluvu napsal Bořivoj Borecký. Praha: SNKLHU, 1959
- Satyricon: zbytky latinského románu – přeložil a úvodní slovo napsal Petr Šourek; doslov napsal Martin C. Putna. Praha: Academia, 2023